# Sexual Minorities Uganda
Sexual Minorities Uganda (SMUG) es una organización no gubernamental de Uganda fundada en 2004 y con sede en Kampala, que trabaja por la protección y el respeto de los derechos humanos de la población lesbiana, gay, bisexual y transgénero de Uganda.
SMUG aglomera a los siguientes grupos:
- Icebreakers Uganda, especialmente dedicada al estudio de los asuntos LGBT y a la juventud.
- Integrity Uganda, especialmente dedicada a la integración de la religión en la identidad LGBT.
- Freedom and Roam Uganda, un grupo lésbico.
- Spectrum Uganda.

## Historia
Sexual Minorities Uganda fue fundada por Victor Mukasa, un activista transgénero, el 3 de marzo de 2004, en Kempala, en el restaurante y café de Internet Kaival. Entre los primeros miembros estaban Val Kalende, Kamuhangire.E y David Kato, que formaron parte de la primera directiva. Los miembros de SMUG han generado controversia por su activismo y han tenido problemas legales durante la mayoría de la historia de la organización. 
La organización ganó notoriedad a finales de la década de 2010, debido a un incremento en el populismo homofóbico en Uganda y a la introducción del proyecto de ley antihomosexual en el Parlamento por parte de David Bahati. 

## Ataque de la prensa amarilla y asesinato de David Kato
Como respuesta a un artículo publicado por el periódico ugandés Rolling Stone (que no mantiene relación alguna con la revista estadounidense homónima, que calificó a la publicación ugandesa de «horrenda») en el que se mostraba una galería con cien imágenes de ugandeses LGBT y se instaba a «colgarlos», tres miembros de Sexual Minorities Uganda cuyos rostros figuraban en el artículo —David Kato, Kasha Jacqueline y Onziema Patience— pidieron a la Corte Suprema de Uganda el cese de la circulación de dicho artículo. La Corte falló a favor de los damnificados el 2 de noviembre de 2010, ordenando el cumplimiento del pedido.
El 26 de enero de 2001, David Kato, cuya fotografía se incluía en la galería de imágenes y en la portada del periódico Rolling Stone, fue atacado en su hogar en Mukono Town por un sospechoso de identidad desconocida, quien lo golpeó dos veces en la cabeza antes de alejarse a pie. Kato murió mientras se lo trasladaba al Hospital Kawolo. El asesinato fue condenado por Human Rights Watch. La investigadora Maria Burnett declaró que «la muerte de David Kato es una pérdida trágica para la comunidad de los derechos humanos».

## Premios
- Premio René Cassin 2017, concedido por el Gobierno Vasco.[6][7]
- Kasha Jacqueline Nabagesera, miembro de la asociación, recibió en 2011 el premio anual concedido por la defensa de los derechos humanos por la Fundación Martin Ennals, basada en Ginebra (Suiza). El premio es el principal de los que es entregados por el movimiento global por los Derechos humanos, y en el jurado participan asociaciones como Amnistía Internacional, Human Rights Watch y la Comisión Internacional de Juristas.[8][9][10] El premio le fue entregado por ser:

[...] an exceptional woman of a rare courage, fighting under death threats for human dignity and the rights of homosexuals and marginalized people in Africa.
[...] una mujer excepcional de una valentía poco común, luchando bajo amenazas de muerte por la dignidad humana y los derechos de los homosexuales y de las personas marginadas de África.
Fundación Martin Ennals (2011)

- Frank Mugisha, director ejecutivo de la organización, también fue premiado en 2011 con el Premio Robert F. Kennedy de Derechos Humanos, creado en 1984 para premiar a «individuos valientes e innovadores que buscan la justicia social en todo el mundo».[11] El jurado del premio comentó que,

Frank Mugisha’s unbending advocacy for gay rights in Uganda in the face of deep-rooted homophobia is a testament to the indomitability of the human spirit
La lucha inquebrantable de Frank Mugisha a favor de los derechos de los gais en Uganda, frente a una homofobia profundamente radicada, es un monumento a la indomabilidad del espíritu humano.
Makau Mutua